# 夏塤 (明朝)
夏塤（1423年—1479年），字宗成，浙江台州府天台縣人。明朝政治人物。景泰辛未進士，成化間，官至四川巡撫。

## 生平
景泰二年（1451年）辛未科進士，授監察御史。巡按福建、江西，舉發鎮守中官葉達恣橫狀。超擢廣東按察使。成化初年進言整理軍務、撫綏遺民，四年（1468年）四月升廣東右布政使，六年四月調江西布政使。成化八年（1472年）正月，以都察院右副都御史、巡撫四川，平定當地民變。隨後他請求辭職，回鄉后閉門不見客。成化十五年（1479年）卒。
子夏鍭，亦舉進士。